# Marie Butard
 Marie Butard est une joueuse française de basket-ball, née le 14 mars 1986 à Chambray-lès-Tours (Indre-et-Loire).

## Biographie
Elle débute le basket-ball dans le club de sa ville d'Onzain sans ambition professionnelle, mais elle est vite remarquée et centre de formation du CJM Bourges : « Je voulais continuer mes études, parce qu’à l’époque, la porte vers le monde professionnel était encore plus étroite. J’ai même travaillé en même temps que je jouais en N1, au début » au Creusot, puis à La Couronne, où Butard finissait meilleure marqueuse du championnat en 2010. Elle est alors sollicitée par le club de Pleyber-Christ où elle signe en 2010 son « premier vrai contrat pro ». Elle vit les hauts et les bas du club ainsi que son rapprochement avec Landerneau, qui initie une nouvelle dynamique. 
Landerneau remporte le championnat de Ligue 2 en 2018 et poursuit l'aventure en LFB : « Il a fallu faire des concessions, mon statut évoluant. J’ai toujours pour rôle de transmettre les valeurs du club et je suis intraitable sur le comportement sur le terrain ». 
Début 2021, elle dispute pour la première fois l'Eurocoupe.
Le 2 avril 2021, sa compagne Julia Gourvil donne naissance à une petite fille.
En mai 2022, son club, le Landerneau Bretagne Basket, annonce qu'elle mettra un terme à sa carrière à l'issue de la saison, à l'âge de 36 ans.

## Clubs
- 2000-2001 :  Onzain
- 2001-2004 :  CJM Bourges
- 2004-2005 :  Le Creusot
- 2005-2010 :  La Couronne
- 2010- :  Landerneau Bretagne Basket

## Palmarès
- Championne de Ligue 2 en 2018[1].